# Stazione di Paese
Stazione di Paese vasútállomás Olaszországban, Veneto régióban, Paese településen.

## Vasútvonalak
Az állomást az alábbi vasútvonalak érintik:
- Vicenza-Treviso-vasútvonal

## Kapcsolódó állomások
A vasútállomáshoz az alábbi állomások vannak a legközelebb: 
- Stazione di Treviso Porta Santi Quaranta (Stazione di Treviso Centrale)
- Stazione di Istrana (Stazione di Vicenza)